# Бровин, Василий Александрович
Васи́лий Алекса́ндрович Бро́вин (род. 25 марта 1982, Свердловск, СССР) — российский футболист, полузащитник.

## Карьера
В 2000—2002 годах выступал за «Ладу». В 2003 году перешёл в «Ростов», в составе которого стал финалистом Кубка России. 21 мая 2003 года сыграл в полуфинале Кубка против «Анжи» (1:0), на 67-й минуте заменив Михаила Осинова. В Премьер-лиге за клуб сыграл 10 матчей. В 2004 году пополнил состав «Балтики». В следующем году перешёл в КАМАЗ, в сезоне-2006 был арендован луховицким «Спартаком». В 2007—2009 годах защищал цвета клуба «Машук-КМВ», после чего отправился в учалинский «Горняк». 2010 год провёл в ставропольском «Динамо». В 2011 году подписал контракт с «Таганрогом». В 2012—2013 годах выступал за армавирское «Торпедо». Завершил карьеру в «Химках».

## Достижения
- Финалист Кубка России: 2002/03
- Бронзовый призёр Первого дивизиона: 2005
- Серебряный призёр Второго дивизиона (2): 1999 (зона «Урал-Поволжье»), 2011/12 (зона «Юг»)
- Бронзовый призёр зоны «Юг» Второго дивизиона: 2012/13